# Remington Модель 513
Remington Модель 513 Matchmaster гвинтівка з ковзним затвором, яку випускали з 1940 по 1968 роки. Оскільки гвинтівка була розроблена для цільової стрільби, вона мала міцну напів-ложу з антабками, цівкою типу бобровий хвіст та прямий гребінь, який підіймався до п'яти. Matchmaster мала важкий цільовий ствол довжиною 27 дюймів напівплаваючого типу. Запатентований УСМ Matchmaster мав регульований упор. Matchmaster міг стріляти лише набоями .22 калібру Long Rifle зі знімного магазина. Цивільні версії Matchmaster мали воронену обробку, у той час, як ті, що виготовляються для армії США та ROTC (Корпусу підготовки офіцерів резерву), можуть мати воронене або паркерне покриття.
На лівому боці ствола штампувався літерний код, якраз перед ствольною коробкою. Зазвичай дві середні літери зазначають місяць та рік випуску гвинтівку. Перший та четвертий символ це штамп інспектора. Серійний номер наносився на нижній частині ствола перед ложем.

## Варіанти

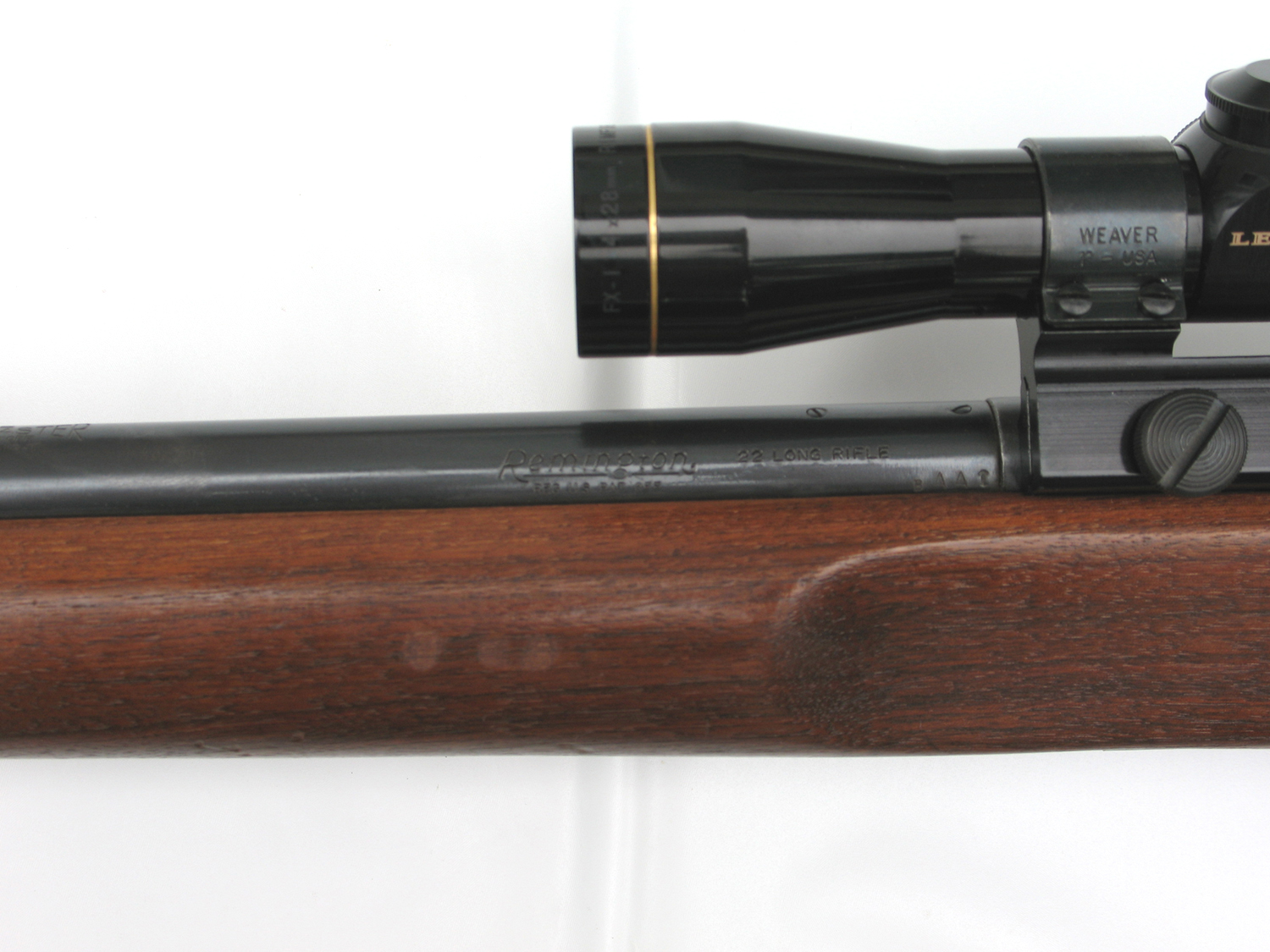
Ліва сторона гвинтівки Remington 513T. Можна побачити код "AA" на стволі.

Гвинтівка Model 513T була оснащена апертурними прицілами Redfield, 27-дюймовим важким стволом, цільовим ложем з американського горіха, шестизарядним магазином та 1,25-дюймовими антабками. Суфкс "T" значить, що це була цільова модель, оснащена цільовими прикладами.
Варіант "S" був спортивною гвинтівкою середньої ваги. Гвинтівки Модель 513TS або 513S були спортивними моделями, які отримали звичайні приціли спортивного типу. Варіант "S" мав не цільовий ствол, мушку на рампі або мушку-стіку і не мав блоку для кріплення апертурного цілика у задній частині ствольної коробки. Модель 513TX була розрахована на встановлення оптичних прицілів та не мала механічних прицілів.

## Історія

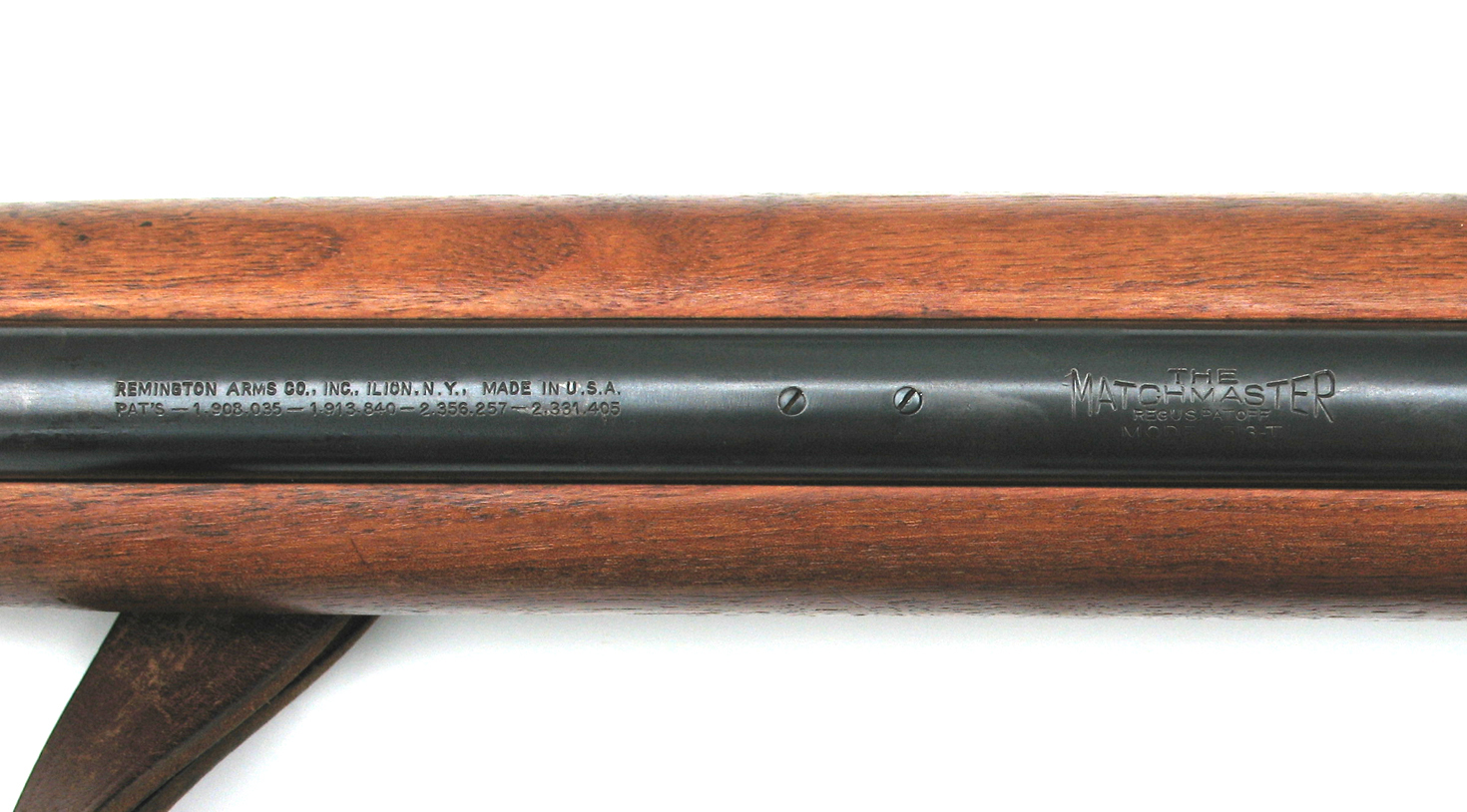
Мітки на стволі Remington 513T.

Уряд підписав контракт з компанією Remington на 10000 цільових гвинтівков під набій .22 калібру в 1940 році. Протягом Другої світової війни військові використовували гвинтівки 513T для навчання. В тому числі ці гвинтівки видавали клубам для тренування юніорів та підрозділам ROTC. Ці армійські гвинтівки мали штамп "U.S. PROPERTY" на стволі та ствольній коробці.
Відповідно до сайту Remington було випущено приблизно 137302 гвинтівки Моделі 513. Зараз Remington 513T Matchmasters використовують в змаганнях і коштують від $200 до $700, залежно від якості.